# Luis Caicedo Medina
Luis Caicedo (Guayaquil, Ecuador, 11 de mayo de 1992) es un futbolista ecuatoriano. Juega de defensa central y su equipo actual es Deportivo Pasto de la Categoría Primera A de Colombia.

## Trayectoria
Se inició en 2009 en el Club Fedeguayas. 
En el año 2010 fue comprado por el Independiente José Terán. Debutó con Independiente en un partido oficial de la Serie A de Ecuador, en el partido contra Liga de Loja que terminó ganando su equipo 1-0 con gol de Vinicio Angulo.
Debutó internacionalmente y en un partido oficial en la Copa Sudamericana 2013 ante Deportivo Anzoátegui en el estadio Rumiñahui el 1 de agosto de 2013, aquel partido terminó empatado sin goles. En el año 2016 consiguió tener una gran actuación en la Copa Libertadores de América, donde quedó subcampeón de la copa.
Para la temporada 2017 se vinculó al Cruzeiro Esporte Clube de la Primera División de Brasil en donde no tuvo mucha continuidad.
A mediados de la temporada 2017 regresó a Ecuador para jugar con Barcelona Sporting Club.
Entre 2019 y 2022 jugó en las filas de Liga Deportiva Universitaria de Ecuador. Con el club albo ganó la Copa Ecuador 2018-19, la Supercopa de Ecuador 2020 y 2021, dejó el equipo al no renovar su contrato.
En abril de 2023 fichó por los italianos después de estar meses sin club, el cual llegó para reforzar la defensa y buscar el ascenso esa temporada. Dejó el club para firmar por un equipo del extranjero a mitad de año.
En junio de 2023 fichó por el Atlético Huila de la Primera División de Colombia. En 2024 vistió la camiseta de Deportivo Garcilaso de Perú, jugó un total de 22 partidos, sin lograr clasificar a algún torneo internacional. En la temporada 2025 regresó al fútbol colombiano tras fichar por el Deportivo Pasto por un año.

## Selección nacional
El kunty dio inicio a su carrera en la tricolor debido a su gran participación en la Copa Libertadores en el Independiente del Valle siendo uno de los responsables para que el equipo rallado llegara a la final, a pesar de eso no fue convocado por el técnico Gustavo Quinteros a la Copa América Centenario o el amistoso previo con Estados Unidos, su primer llamado a la tricolor fue el 22 de agosto por Gustavo Quinteros para la doble fecha de septiembre contra Brasil y Perú sin embargo no disputó minutos en ninguno de los encuentros.
Nuevamente sería convocado a la fecha de octubre contra Chile y Bolivia donde salto de titular, sin embargo tuvo un rendimiento sumamente desigual en ambos partidos, ya que en la victoria de local por 3-0 contra Chile fue una pieza clave para mantener el arco de la Tricolor estuviera en 0, pero en el encuentro contra Bolivia en La Paz tuvo una muy discreta actuación, ante este desempeño recibió duras críticas por parte de la afición y la prensa, para las últimas fechas de eliminatorias jugadas en el 2016 contra Uruguay y Venezuela, fue convocado nuevamente. Debido a su expulsión solo participó en la victoria 3-0 contra Venezuela donde nuevamente fue un pilar importante en la defensa ecuatoriana.
En 2017 no fue convocado al amistoso contra Honduras, pero fue convocado por Gustavo Quinteros para la jornada de marzo-abril contra Paraguay y Colombia, tuvo participación en la jornada de marzo donde la Tricolor cosechó dos derrotas consecutivas por 2-1 contra Paraguay de visita y 2-0 contra Colombia de local, fue objeto de críticas debido a su actuación como defensor y porque nuevamente por amonestaciones fue expulsado en la derrota contra Colombia al minuto 61.
Después de las jornadas de marzo fue convocado para los amistosos de junio, pero sólo disputó minutos en la victoria de 3-0 contra El Salvador, fue nuevamente convocado en la jornada de septiembre contra Brasil y Perú, pero no participó en ningún de los encuentros, después del despido de Gustavo Quinteros de la selección producto de la derrota por 2-1 contra Perú, no fue convocado por Jorge Célico a los últimos encuentros contra Chile y Argentina, debido a su poca continuidad en el Barcelona, después de la eliminación de Ecuador en las eliminatorias a Rusia 2018, fue convocado por Hernán Darío Gómez para los amistosos en el 2018, donde disputó minutos en los partidos contra Catar y Omán.
Siendo el encuentro con Omán el último partido donde vistió la camiseta de la Tricolor, posteriormente debido a una poca continuidad en su equipo Liga Deportiva Universitaria, no fue tomado en cuenta para la Copa América 2019, mismo caso con Jorge Célico en los últimos amistosos de ese año y en el proceso eliminatorio a Catar 2022 con Gustavo Alfaro.

### Participaciones en eliminatorias
| Eliminatorias      | Sede            | Resultado    | Partidos |
| ------------------ | --------------- | ------------ | -------- |
| Eliminatorias 2018 | América del Sur | No clasificó | 5        |

### Partidos internacionales
Actualizado al último partido disputado el 16 de octubre de 2018.
| Partidos internacionales con la selección | Partidos internacionales con la selección | Partidos internacionales con la selección | Partidos internacionales con la selección | Partidos internacionales con la selección | Partidos internacionales con la selección | Partidos internacionales con la selección |
| --- | ----------------------------------------- | ----------------------------------------- | ----------------------------------------- | ----------------------------------------- | ----------------------------------------- | ----------------------------------------- |
| \| N.° \| Fecha \| Ciudad \| Rival \| Resultado \| Resultado \| Competencia \| \| --- \| ----------------------- \| -------- \| ----------- \| --------- \| --------- \| ----------------------------------- \| \| 1. \| 6 de octubre de 2016 \| Quito \| Chile \| 3-0 \| Victoria \| Eliminatorias al Mundial Rusia 2018 \| \| 2. \| 11 de octubre de 2016 \| La Paz \| Bolivia \| 2-2 \| Empate \| Eliminatorias al Mundial Rusia 2018 \| \| 3. \| 15 de noviembre de 2016 \| Quito \| Venezuela \| 3-0 \| Victoria \| Eliminatorias al Mundial Rusia 2018 \| \| 4. \| 23 de marzo de 2017 \| Asunción \| Paraguay \| 1-2 \| Derrota \| Eliminatorias al Mundial Rusia 2018 \| \| 5. \| 28 de marzo de 2017 \| Quito \| Colombia \| 0-2 \| Derrota \| Eliminatorias al Mundial Rusia 2018 \| \| 6. \| 13 de junio de 2017 \| Harrison \| El Salvador \| 3-0 \| Victoria \| Amistoso \| \| 7. \| 12 de octubre de 2018 \| Doha \| Catar \| 3-4 \| Derrota \| Amistoso \| \| 8. \| 16 de octubre de 2018 \| Doha \| Omán \| 0-0 \| Empate \| Amistoso \| |                                           |                                           |                                           |                                           |                                           |                                           |
| N.° | Fecha                                     | Ciudad                                    | Rival                                     | Resultado                                 | Resultado                                 | Competencia                               |
| 1. | 6 de octubre de 2016                      | Quito                                     | Chile                                     | 3-0                                       | Victoria                                  | Eliminatorias al Mundial Rusia 2018       |
| 2. | 11 de octubre de 2016                     | La Paz                                    | Bolivia                                   | 2-2                                       | Empate                                    | Eliminatorias al Mundial Rusia 2018       |
| 3. | 15 de noviembre de 2016                   | Quito                                     | Venezuela                                 | 3-0                                       | Victoria                                  | Eliminatorias al Mundial Rusia 2018       |
| 4. | 23 de marzo de 2017                       | Asunción                                  | Paraguay                                  | 1-2                                       | Derrota                                   | Eliminatorias al Mundial Rusia 2018       |
| 5. | 28 de marzo de 2017                       | Quito                                     | Colombia                                  | 0-2                                       | Derrota                                   | Eliminatorias al Mundial Rusia 2018       |
| 6. | 13 de junio de 2017                       | Harrison                                  | El Salvador                               | 3-0                                       | Victoria                                  | Amistoso                                  |
| 7. | 12 de octubre de 2018                     | Doha                                      | Catar                                     | 3-4                                       | Derrota                                   | Amistoso                                  |
| 8. | 16 de octubre de 2018                     | Doha                                      | Omán                                      | 0-0                                       | Empate                                    | Amistoso                                  |

## Estadísticas

### Clubes
Actualizado al último partido disputado el 18 de agosto de 2025.
| Club                                   | Div.                | Temporada           | Liga  | Liga  | Copas nacionales | Copas nacionales | Copas internacionales | Copas internacionales | Total | Total |
| Club                                   | Div.                | Temporada           | Part. | Goles | Part.            | Goles            | Part.                 | Goles                 | Part. | Goles |
| -------------------------------------- | ------------------- | ------------------- | ----- | ----- | ---------------- | ---------------- | --------------------- | --------------------- | ----- | ----- |
| Fedeguayas · Ecuador                   | 3.ª                 | 2009                | 2     | 0     | Inexistentes     | Inexistentes     | Inexistentes          | Inexistentes          | 2     | 0     |
| Fedeguayas · Ecuador                   | Total club          | Total club          | 2     | 0     | 0                | 0                | 0                     | 0                     | 2     | 0     |
| Independiente del Valle · Ecuador      | 1.ª                 | 2010                | 2     | 0     | Inexistentes     | Inexistentes     | Inexistentes          | Inexistentes          | 2     | 0     |
| Independiente del Valle · Ecuador      | 1.ª                 | 2011                | 15    | 0     | Inexistentes     | Inexistentes     | Inexistentes          | Inexistentes          | 15    | 0     |
| Independiente del Valle · Ecuador      | 1.ª                 | 2012                | 42    | 1     | Inexistentes     | Inexistentes     | Inexistentes          | Inexistentes          | 42    | 1     |
| Independiente del Valle · Ecuador      | 1.ª                 | 2013                | 35    | 0     | Inexistentes     | Inexistentes     | 4                     | 0                     | 39    | 0     |
| Independiente del Valle · Ecuador      | 1.ª                 | 2014                | 23    | 1     | Inexistentes     | Inexistentes     | 1                     | 0                     | 24    | 1     |
| Independiente del Valle · Ecuador      | 1.ª                 | 2015                | 35    | 0     | Inexistentes     | Inexistentes     | —                     | —                     | 35    | 0     |
| Independiente del Valle · Ecuador      | 1.ª                 | 2016                | 28    | 0     | Inexistentes     | Inexistentes     | 15                    | 2                     | 43    | 2     |
| Independiente del Valle · Ecuador      | Total club          | Total club          | 180   | 2     | 0                | 0                | 20                    | 2                     | 200   | 4     |
| Cruzeiro · Brasil                      | 1.ª                 | 2017                | 15    | 0     | 7                | 0                | 1                     | 0                     | 23    | 0     |
| Cruzeiro · Brasil                      | Total club          | Total club          | 15    | 0     | 7                | 0                | 1                     | 0                     | 23    | 0     |
| Barcelona S. C. · Ecuador              | 1.ª                 | 2017                | 9     | 0     | Inexistentes     | Inexistentes     | 3                     | 0                     | 12    | 0     |
| Barcelona S. C. · Ecuador              | 1.ª                 | 2018                | 14    | 0     | Inexistentes     | Inexistentes     | 0                     | 0                     | 14    | 0     |
| Barcelona S. C. · Ecuador              | Total club          | Total club          | 23    | 0     | 0                | 0                | 3                     | 0                     | 26    | 0     |
| Tiburones Rojos · México               | 1.ª                 | 2018-19             | 17    | 0     | 1                | 0                | Inexistentes          | Inexistentes          | 18    | 0     |
| Tiburones Rojos · México               | Total club          | Total club          | 17    | 0     | 1                | 0                | 0                     | 0                     | 18    | 0     |
| Liga Deportiva Universitaria · Ecuador | 1.ª                 | 2019                | 10    | 0     | 2                | 0                | 3                     | 0                     | 15    | 0     |
| Liga Deportiva Universitaria · Ecuador | 1.ª                 | 2020                | 14    | 0     | 0                | 0                | 4                     | 0                     | 18    | 0     |
| Liga Deportiva Universitaria · Ecuador | 1.ª                 | 2021                | 16    | 0     | 2                | 0                | 6                     | 0                     | 24    | 0     |
| Liga Deportiva Universitaria · Ecuador | 1.ª                 | 2022                | 15    | 0     | 1                | 0                | 6                     | 0                     | 22    | 0     |
| Liga Deportiva Universitaria · Ecuador | Total club          | Total club          | 55    | 0     | 5                | 0                | 19                    | 0                     | 79    | 0     |
| Juventud Italiana · Ecuador            | 3.ª                 | 2023                | 7     | 2     | —                | —                | —                     | —                     | 7     | 2     |
| Juventud Italiana · Ecuador            | Total club          | Total club          | 7     | 2     | 0                | 0                | 0                     | 0                     | 7     | 2     |
| Atlético Huila · Colombia              | 1.ª                 | 2023                | 17    | 0     | 0                | 0                | —                     | —                     | 17    | 0     |
| Atlético Huila · Colombia              | Total club          | Total club          | 17    | 0     | 0                | 0                | 0                     | 0                     | 17    | 0     |
| Deportivo Garcilaso · Perú             | 1.ª                 | 2024                | 22    | 0     | —                | —                | 6                     | 0                     | 28    | 0     |
| Deportivo Garcilaso · Perú             | Total club          | Total club          | 22    | 0     | 0                | 0                | 6                     | 0                     | 28    | 0     |
| Deportivo Pasto · Colombia             | 1.ª                 | 2025                | 16    | 0     | 2                | 0                | —                     | —                     | 18    | 0     |
| Deportivo Pasto · Colombia             | Total club          | Total club          | 16    | 0     | 2                | 0                | 0                     | 0                     | 18    | 0     |
| Total en su carrera                    | Total en su carrera | Total en su carrera | 354   | 4     | 15               | 0                | 49                    | 2                     | 418   | 6     |
| 1. 2. 3.                               |                     |                     |       |       |                  |                  |                       |                       |       |       |

## Palmarés

### Campeonatos nacionales
| Título               | Club                         | País    | Año     |
| -------------------- | ---------------------------- | ------- | ------- |
| Copa de Brasil       | Cruzeiro                     | Brasil  | 2017    |
| Copa Ecuador         | Liga Deportiva Universitaria | Ecuador | 2018-19 |
| Supercopa de Ecuador | Liga Deportiva Universitaria | Ecuador | 2020    |
| Supercopa de Ecuador | Liga Deportiva Universitaria | Ecuador | 2021    |

### Distinciones individuales
| Distinción                                            | Año  |
| ----------------------------------------------------- | ---- |
| Incluido en el 11 ideal de la Copa Banco del Pacífico | 2016 |

## Problemas disciplinarios
En octubre de 2016, Caicedo fue suspendido por tres partidos mientras jugaba para Independiente del Valle por insultar a un árbitro después de un partido contra el Emelec. Posteriormente Caicedo alegó que fue el árbitro quien inició el enfrentamiento y presuntamente insultó e hizo comentarios racistas sobre su etnia afroecuatoriana.
En un partido de ese mismo mes el 11 de octubre en un partido de clasificación para el mundial contra Bolivia nuevamente fue expulsado en su segundo partido internacional por recoger dos tarjetas amarillas. En otro partido de clasificación para la copa mundial contra el 28 de marzo de 2017, Caicedo fue nuevamente expulsado por dos infracciones amonestables cuando Ecuador perdió 0-2.